# Desmanthus meandroides
Desmanthus meandroides är en svampdjursart som beskrevs av van Soest och L. Hajdu 2000. Desmanthus meandroides ingår i släktet Desmanthus och familjen Desmanthidae.
Artens utbredningsområde är havet utanför Brasilien. Inga underarter finns listade i Catalogue of Life.